# Naoko Imoto
Naoko Imoto (井本直歩子?, Imoto Naoko; 20 maggio 1976) è un'ex nuotatrice giapponese.
Specializzata nello stile libero ha partecipato alle Olimpiadi di Atlanta 1996, giungendo quarta nella staffetta 4x200 m sl.

## Palmarès
- Giochi PanPacifici

Edmonton 1991: argento nella 4x100m sl e nella 4x200m sl.
Atlanta 1995: bronzo nella 4x100m sl.
- Giochi asiatici

Pechino 1990: bronzo nei 50m sl.
Hiroshima 1994: oro nei 50m sl e nella 4x100m sl e argento nei 100m sl.
- Universiadi

Fukuoka 1995: bronzo nei 200m sl.